# Biserica de lemn din Dridu-Snagov

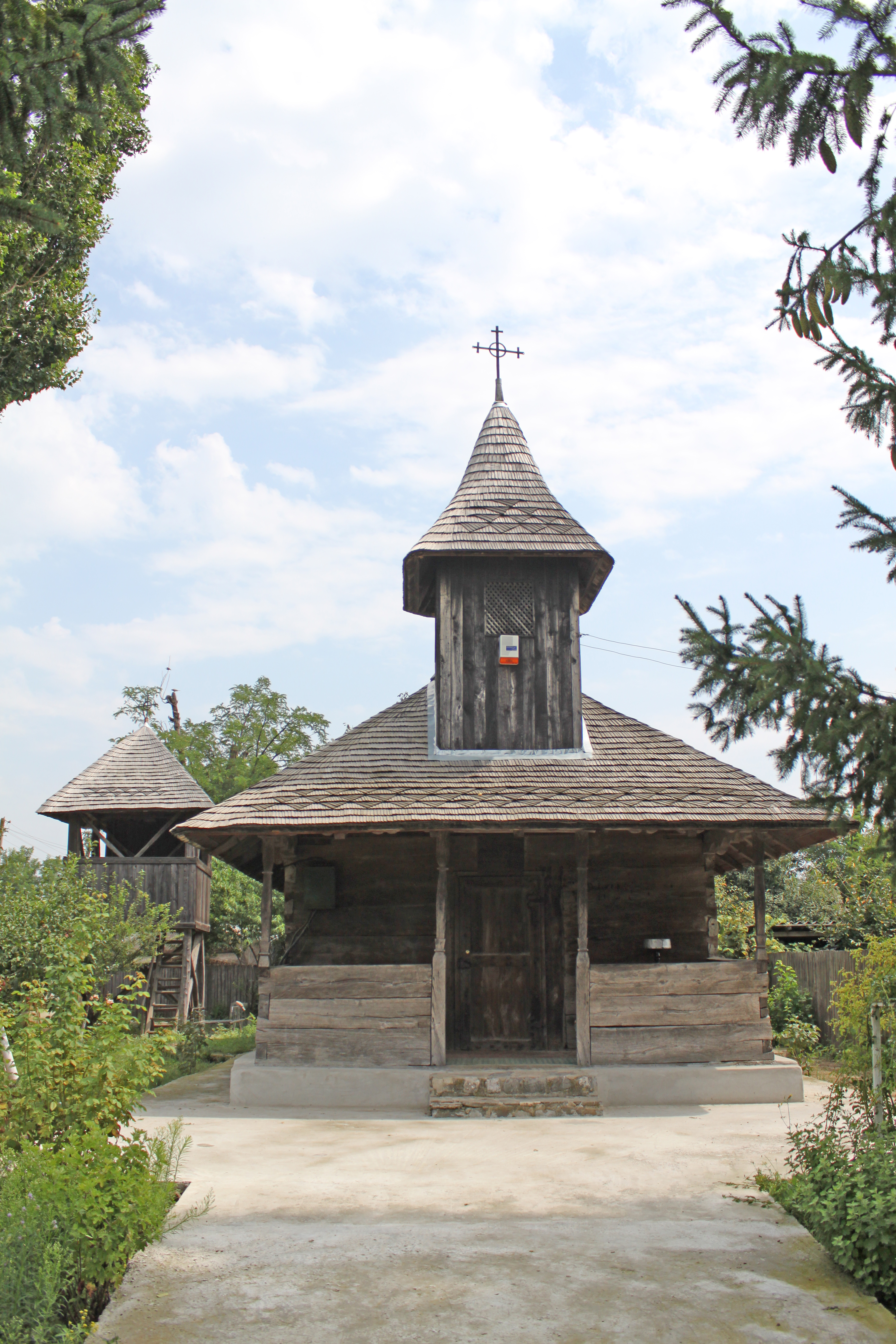
Biserica de lemn din Dridu-Snagov,
județul Ialomița

Biserica de lemn din Dridu-Snagov este un lăcaș de cult situat în satul Dridu-Snagov, ce aparține de comuna Dridu. Are hramul Cuvioasa Paraschiva și a fost construită în perioada 1774-1782. Biserica este înscrisă pe noua listă a monumentelor istorice sub codul:  IL-II-m-A-14111.

## Istoric și trăsături
Pisania bisericii, amplasată în pridvor deasupra intrării ne oferă informații cu privire la momentul edificării bisericii: "+ Această sfântă și d(u)mnezeiască biserică ce să prăz(nuiește) hram propodom(nei) Paraschevi făcutu-s-au cu cheltuiala răp(o)s(atului) robu lui Dumnezeu Neagul Căpi(tan) în zilile prea înălțatul(ui) d(o)mn IO Alicsandru Ipsilant(i) Voevod".
Momentul exact al edificării bisericii nu este menționat în pisania bisericii. Noua listă a monumentelor istorice menționează faptul că biserica de lemn din Dridu-Snagov a fost construită în perioada 1774 - 1782, perioadă care concide cu prima domnie a domnitorului Alexandru Ipsilanti.
Din aceeași pisanie aflăm numele persoanei care a cheltuit banii necesari ridicării acestei biserici. Căpitanul Neagu, sau după alte surse Neagu Căpitanul de roșiori, a fost ctitorul acestei biserici.
Tradiția locului păstrează o altă variantă cu privire la edificarea acestei biserici. Se spune că satul ar fi fost înființat de români ardeleni din satul Dridif de lângă Brașov care, datorită asupririlor la care erau supuși, au trecut munții în Țara Românească aducându-și cu ei, demontată, și biserica. S-au așezat pe moșia mănăstirii Snagov unde au întemeiat satul numit astăzi Dridu-Snagov.
În urma amenajării unui baraj pe râul Ialomița, în perioada anilor '80, întreg satul a fost strămutat. Cu această ocazie sătenii au încercat să își construiască o nouă biserică de zid, dar nu au fost lăsați. Ulterior au adus vechea bisericuță de lemn pe locul unde se află și astăzi. În jurul acestei bisericuțe de lemn se pot vedea urmele fundației făcute pentru biserica de zid pe care au încercat să o construiască sătenii după strămutarea satului. A fost reparată în anii 1834, 1879, 1895, 1964 precum și după mutarea ei din anii '80.
Sub aspect planimetric, biserica se încadrează în categoria edificiilor de acest gen ce au compartimentarea obișnuită: pronaos, naos și absida altarului. Intrarea se face printr-un pridvor la care se remarcă cei patru stâlpi decorați. Pronaosul este despărțit de naos prin perete din lemn ridicat doar până la nivelul brâului. Atât pronaosul cât și naosul sunt acoperite de o boltă semicirculară comună. Deasupra pridvorului se află amplasat turnul bisericii cu galerie închisă și cu coif piramidal. Alăturat bisericii se află o clopotniță de lemn. Absida altarului este nedecroșată și are cinci laturi. Ca elemente decorative întâlnim motivul frânghiei ce înconjoară biserica pe toate laturile sale mai puțin pe latura de vest. Prin modificarea direcției de așezare a șindrilei pe acoperișul bisericii s-a realizat un brâu decorativ în partea de vest a acoperișului și a coifului turnului bisericii.
Alături de biserica de lemn din Poiana, mutată acum la Slobozia, biserica de lemn Dridu-Snagov una dintre foarte puținele monumente de acest tip păstrate în județul Ialomița.

## Imagini

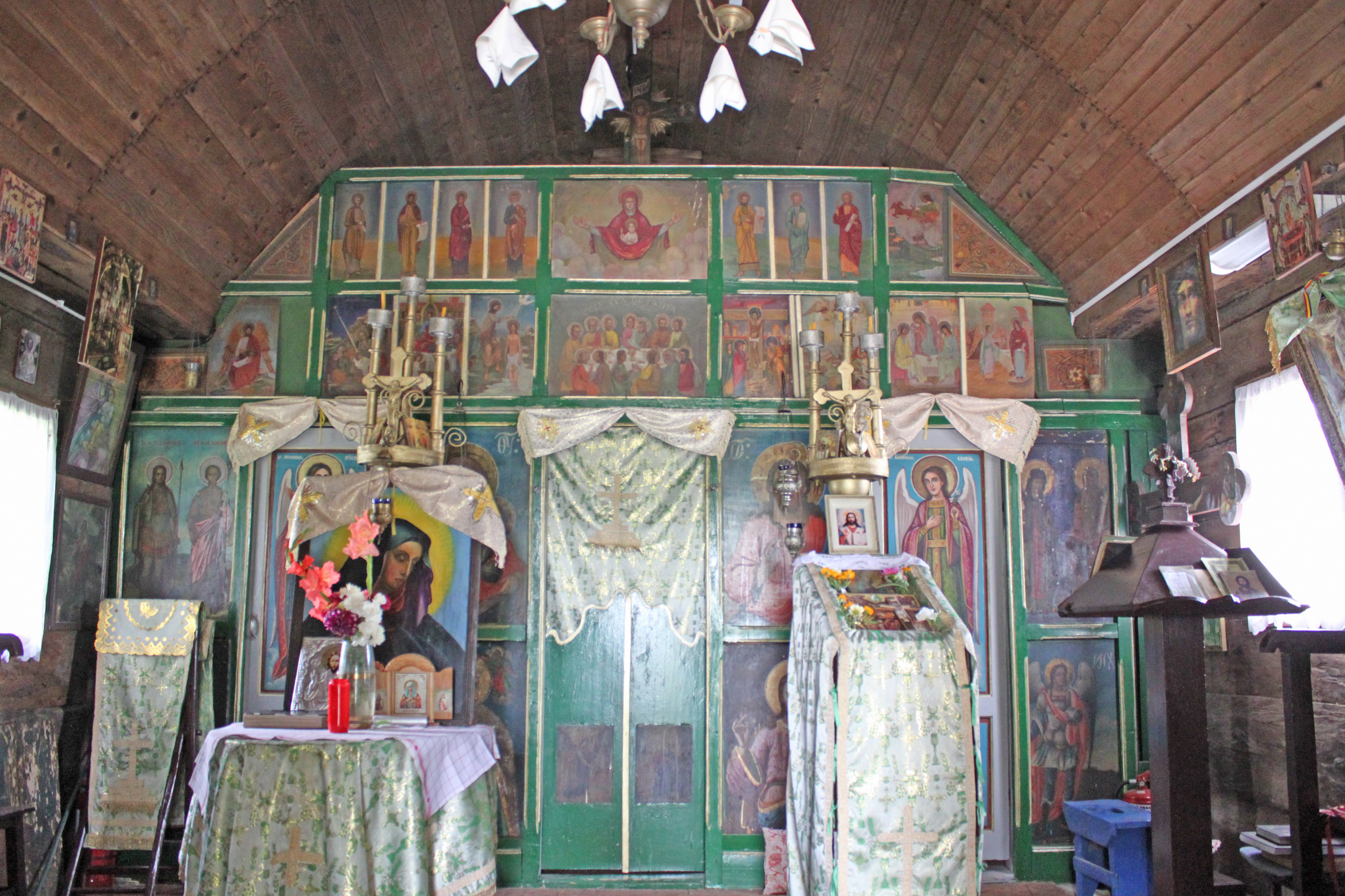
Iconostasul bisericii
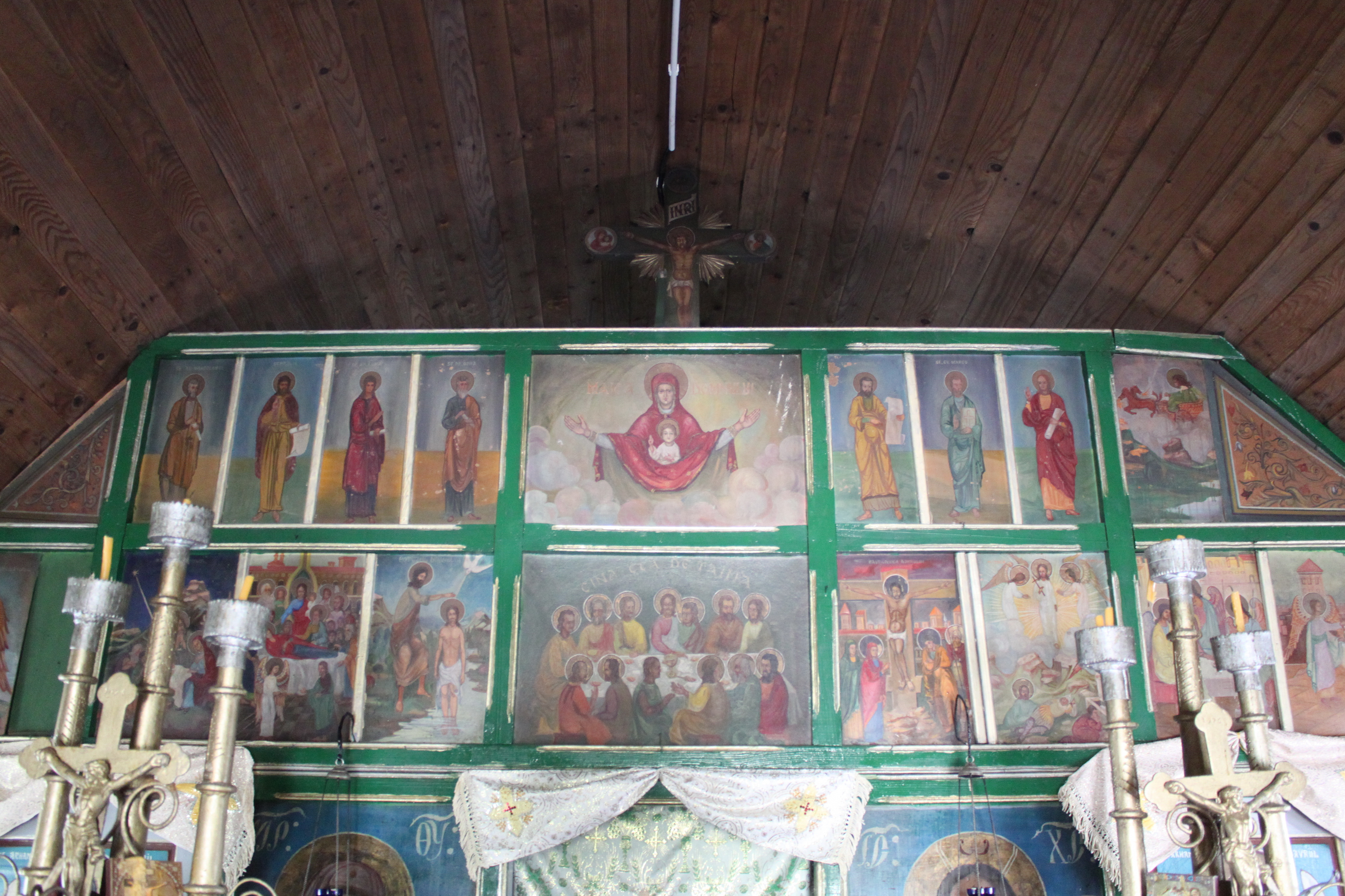
Partea superioară a iconostasului
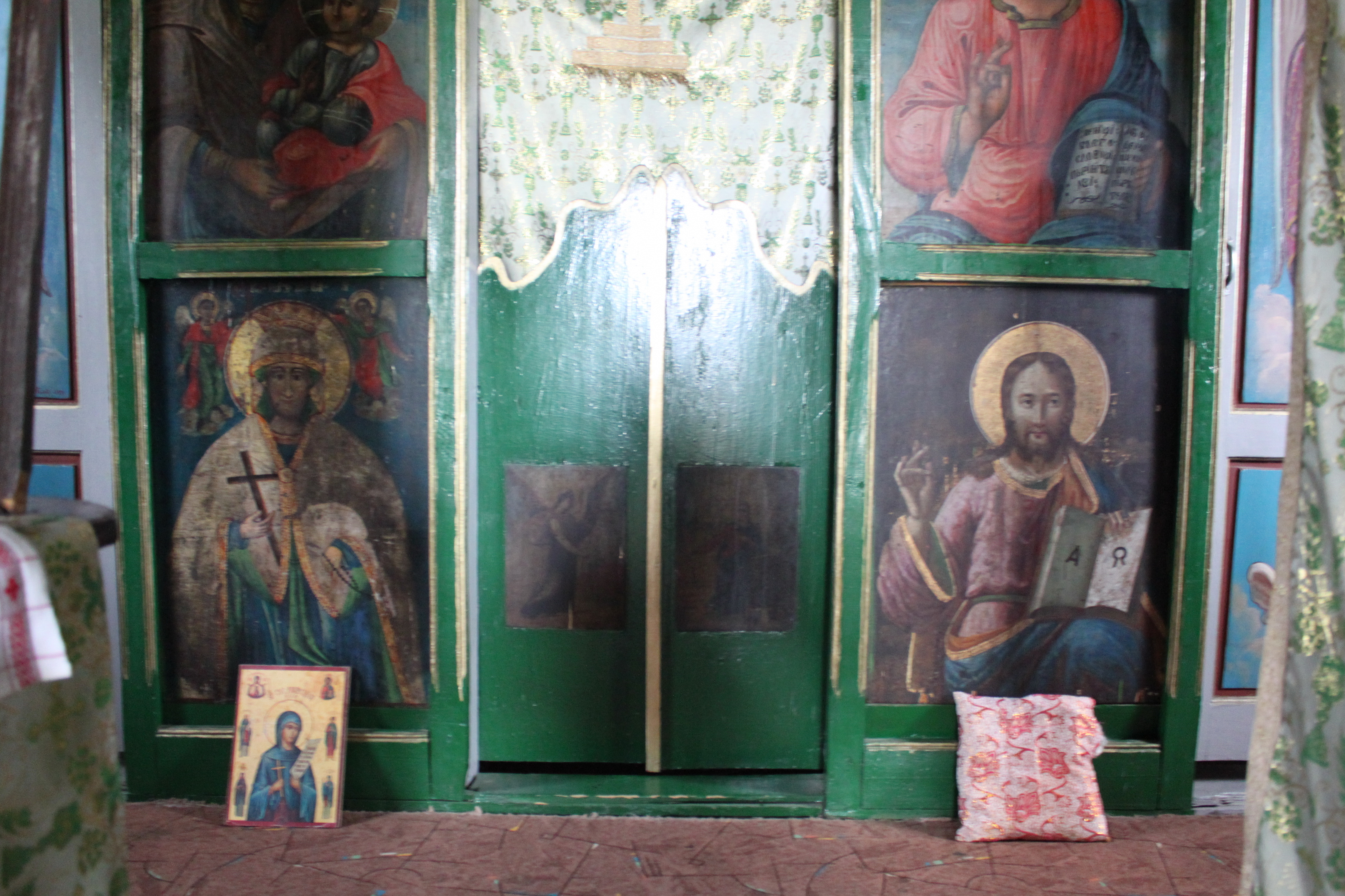
Ușile împărătești
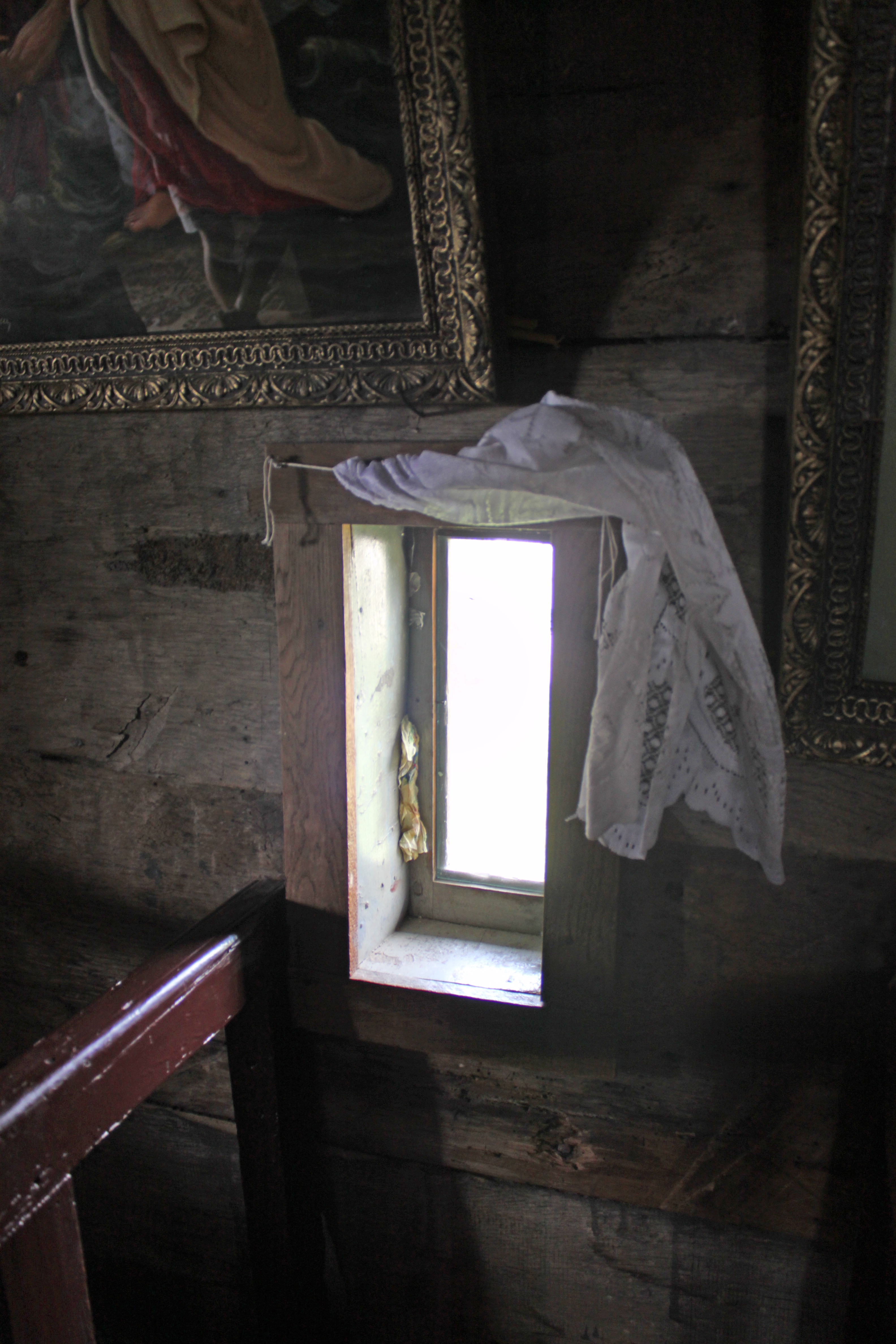
Fereastră
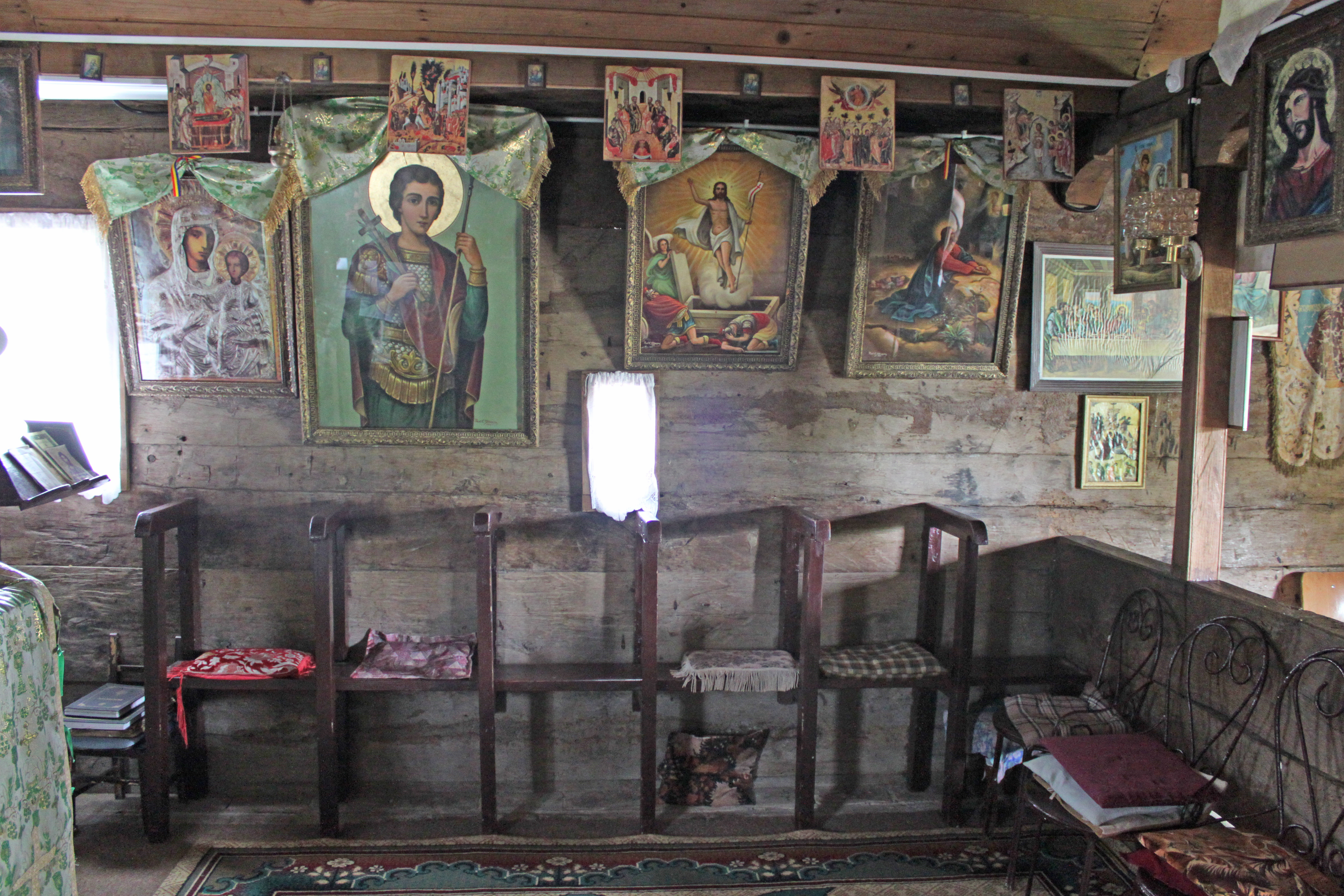
Strane în naos
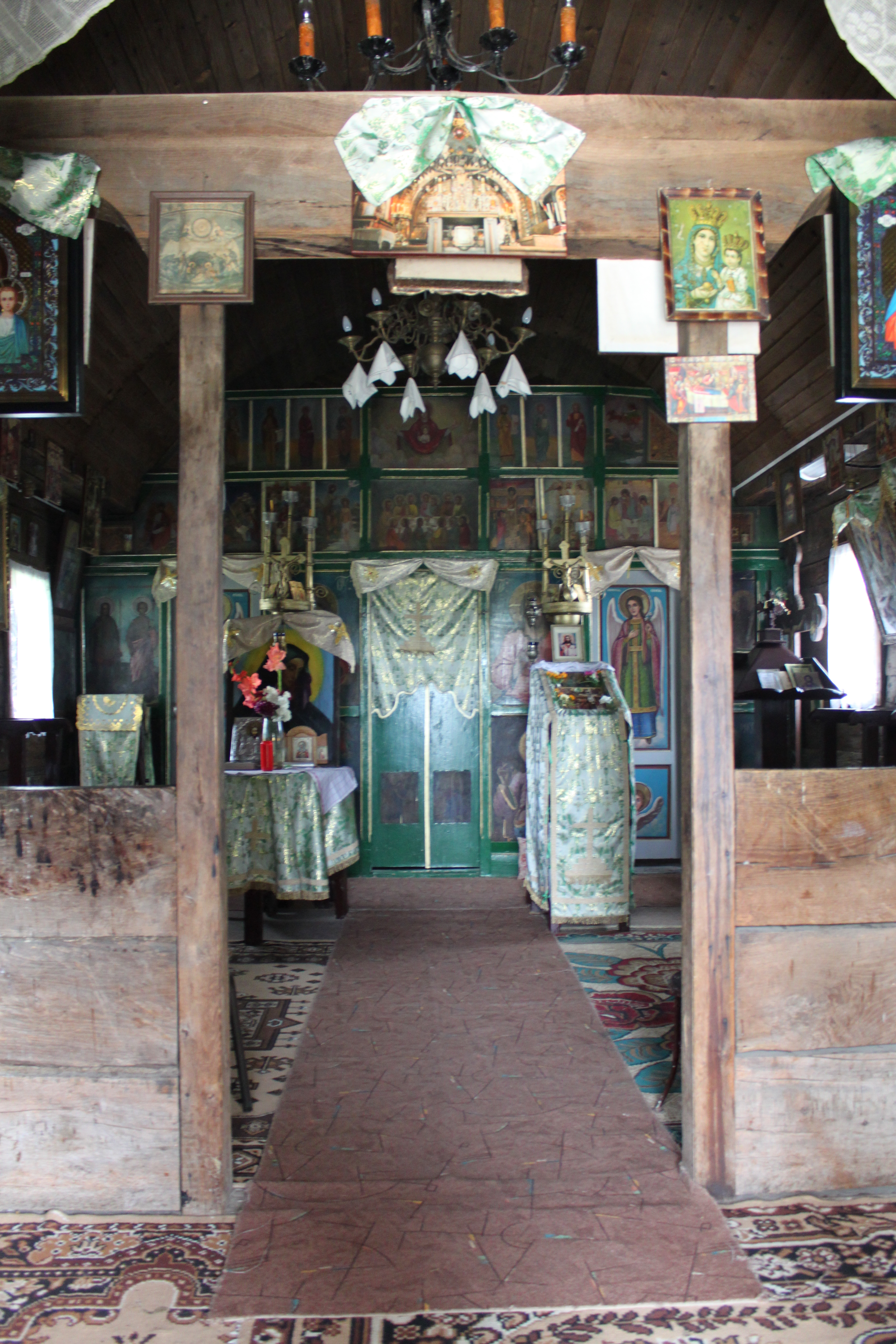
Trecerea din naos în pronaos
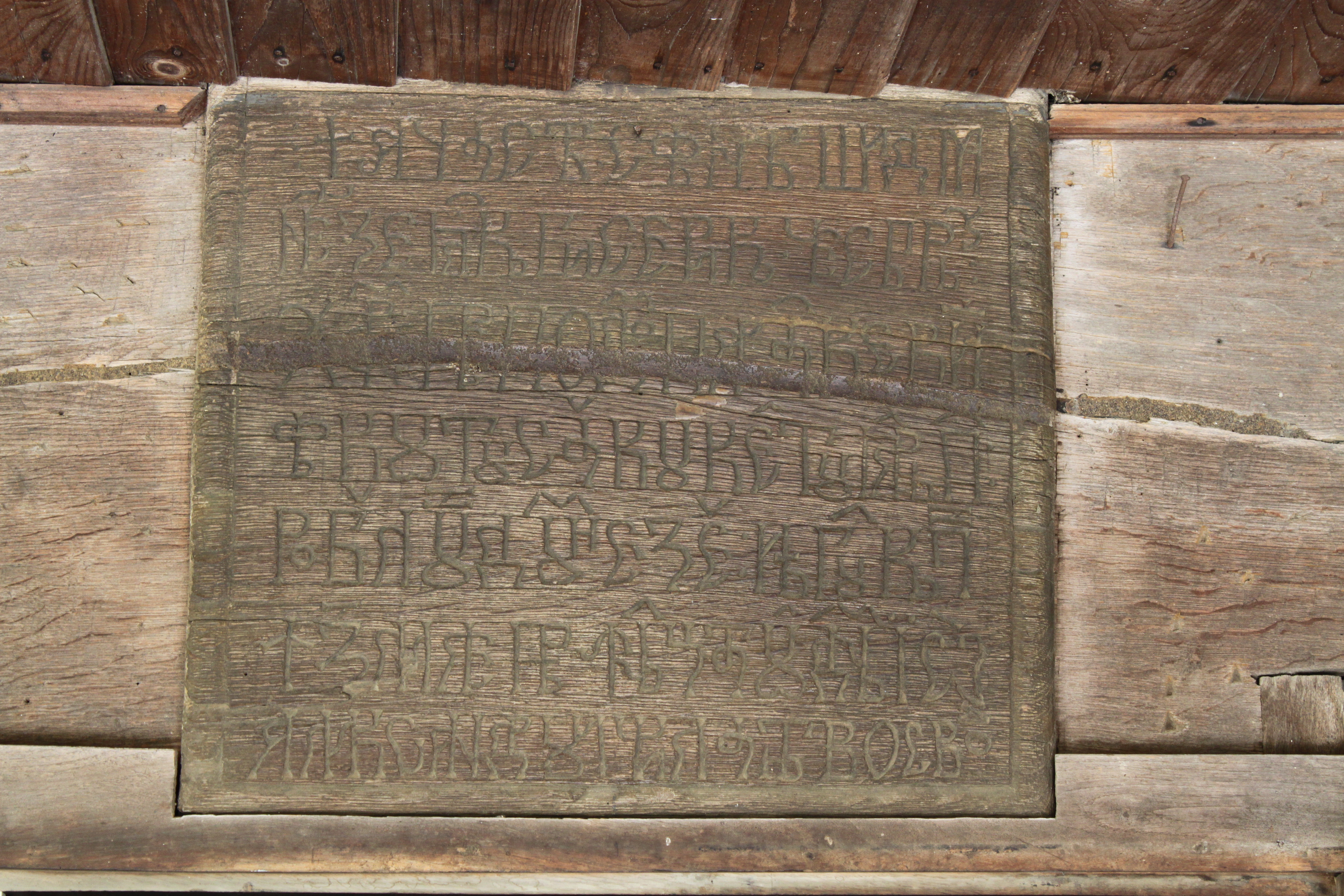
Pisania bisericii
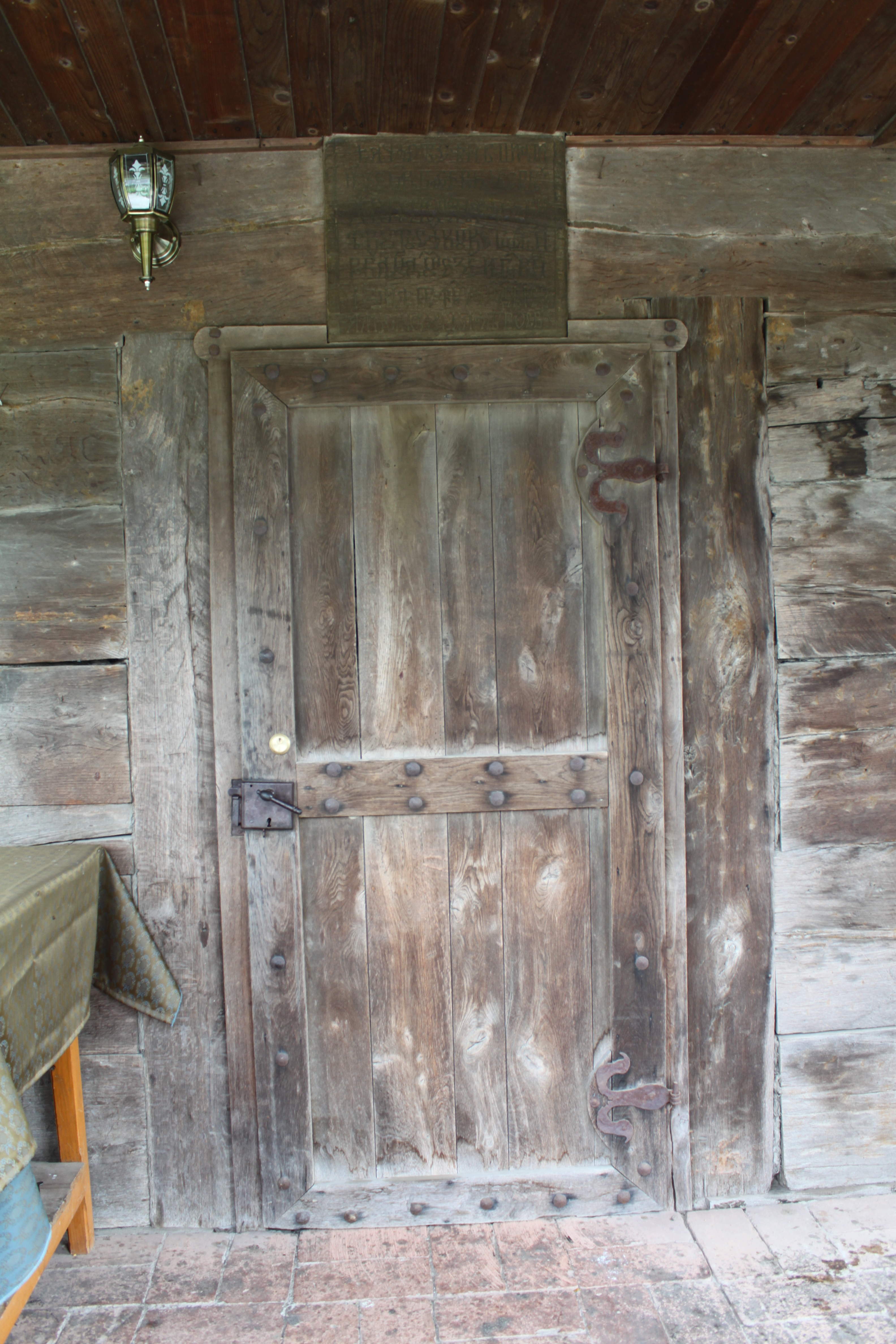
Intrarea în biserică
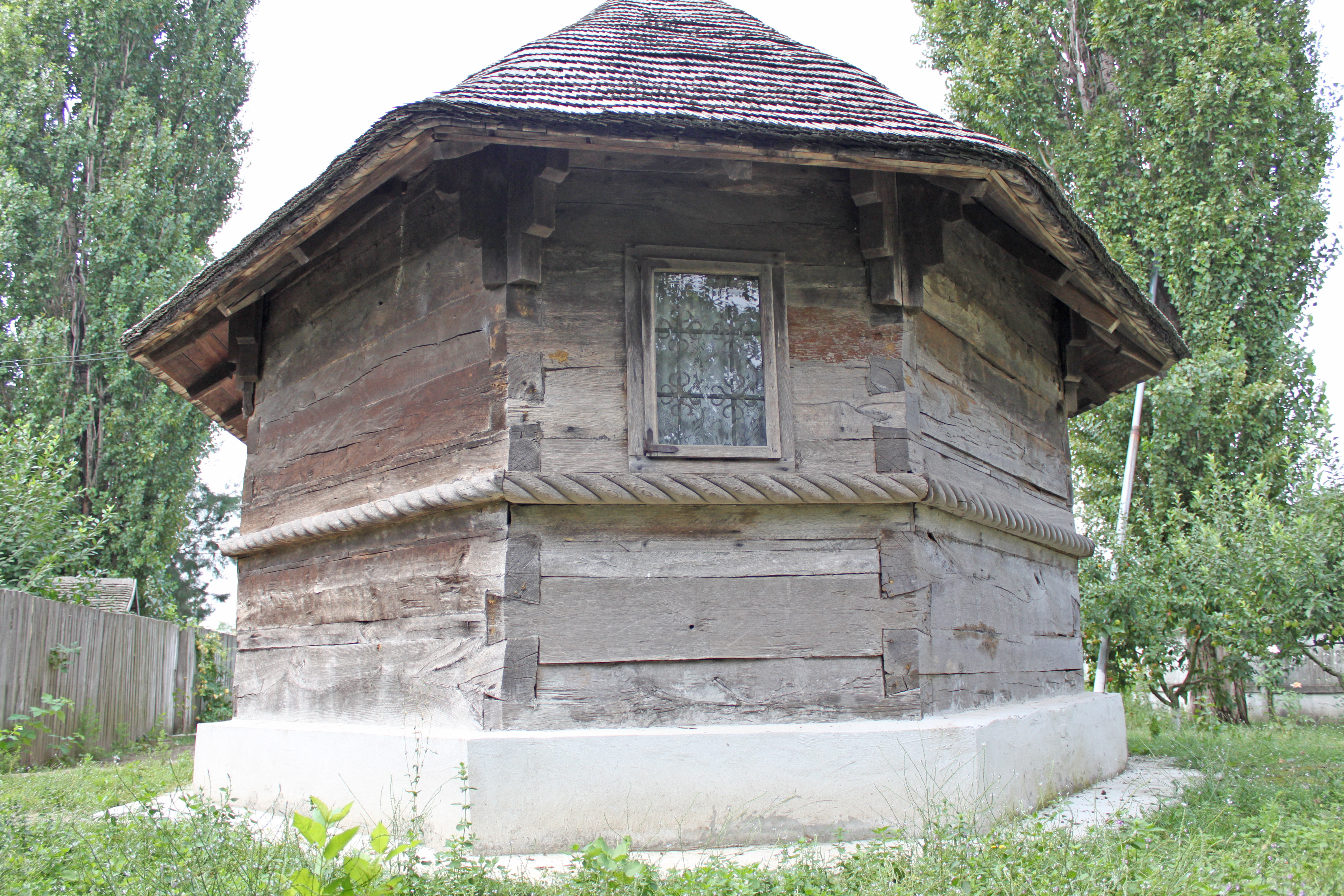
Absida altarului
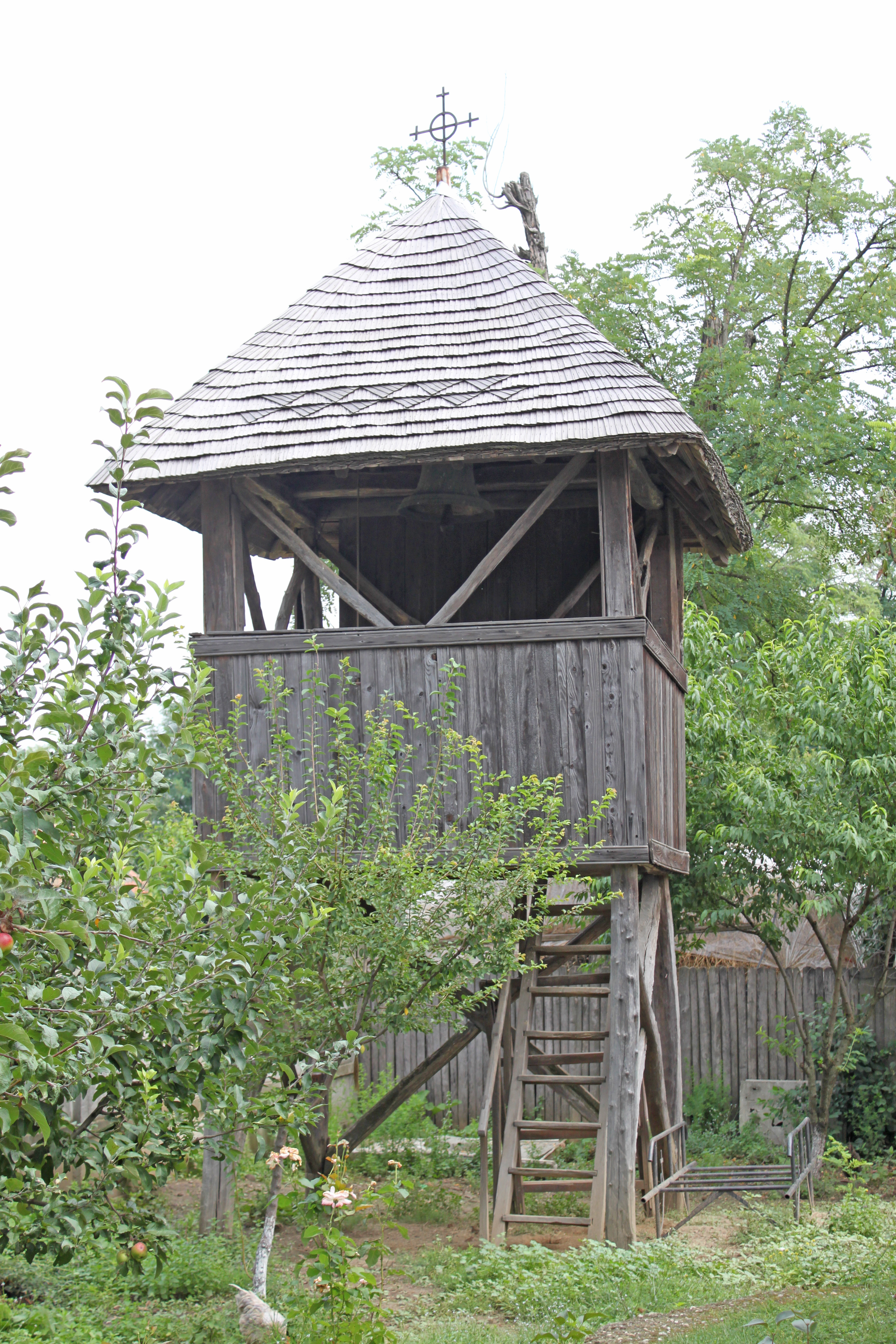
Clopotnița
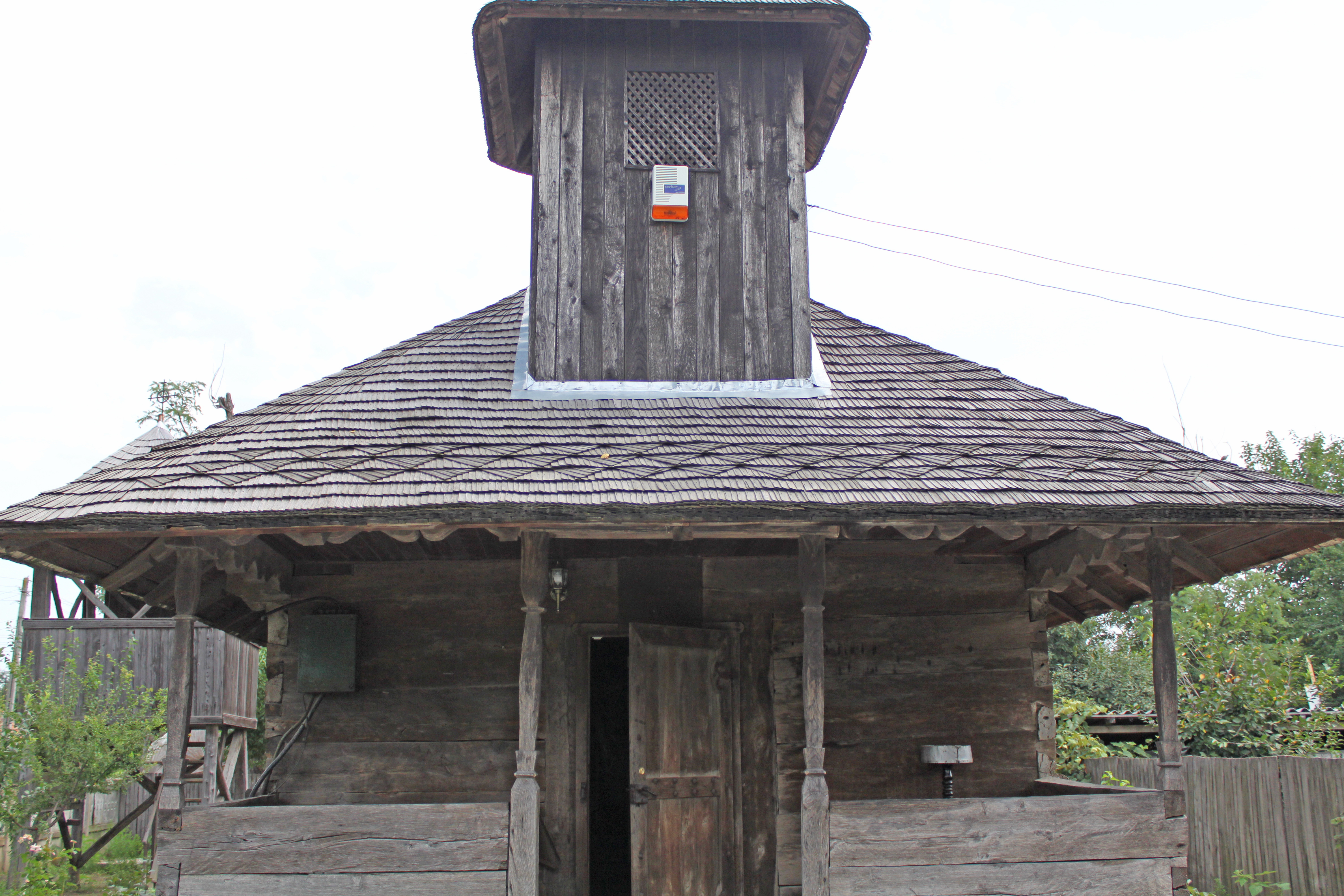
Pridvorul bisericii
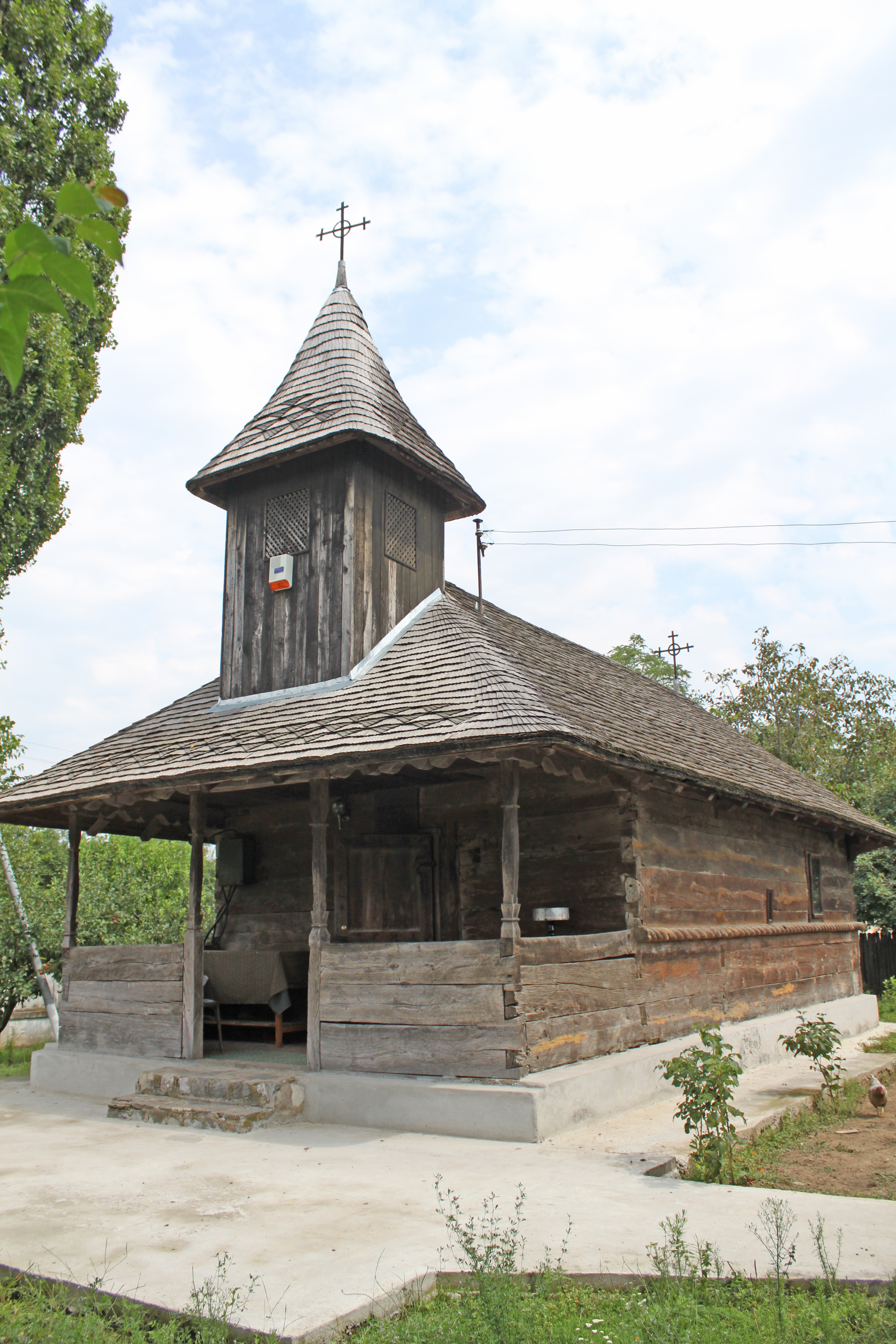
Vedere de ansamblu